# Bonifacio Bembo
Bonifacio Bembo (1447 - 1477) foi um pintor e miniaturista italiano do começo do Renascimento.
Nascido em Bréscia e formado no estilo Gótico tardio, foi influenciado pelo estilo da Renascença. Após seus estudos com Gemistus Pletho, absorveu as ideias do Neoplatonismo. Ele é geralmente considerado o autor das famosas cartas de tarô de Visconti Sforza, cujo simbolismo reflete seu interesse no Neoplatonismo. Foi irmão de Benedetto Bembo e tio de Giovanni Francesco Bembo, ambos pintores.